# ضفادع كبيرة العين
ضفادع كبيرة العين أو ضفادع الحَرج الشجرية أو ضفادع الشجر أو ضفادع الورق
```
(
الاسم العلمي
: 
Leptopelis
)
، 
جنس
 
ضفادع
 من 
فصيلة
 
نحيفات المفصل
. توجد في جميع أنحاء 
أفريقيا جنوب الصحراء
[
2
]
، باستثناء 
مدغشقر
.
[
3
]
```